# Riedhof (Eresing)
Riedhof ist ein Ortsteil der Gemeinde Eresing im oberbayerischen Landkreis Landsberg am Lech.

## Geografie
Die Einöde Riedhof liegt circa einen Kilometer südöstlich von Eresing.

## Geschichte
Riedhof wird erstmals 1420 als Riethof erwähnt.
Um 1600 kaufte der Münchner Kaufmann Franz Füll die Hofmark Eresing, dazu auch den Riedhof und Windach.